# 대구유가초등학교
대구유가초등학교는 대한민국 대구광역시 달성군 유가읍 봉리에 있는 공립 초등학교이다.

## 연혁
- 1933년 5월 1일 유가공립보통학교(4년제) 개교설립인가 3월 29일(유가면 유가길 46)[1]
- 1938년 4월 1일 교명 변경 (유가공립심상소학교)
- 1939년 4월 1일 6년제 6학급 개편
- 1941년 4월 1일 교명 변경 (유가공립국민학교)
- 1984년 9월 1일 병설유치원 개원
- 1990년 6월 10일 컴퓨터실 설치(아동용 20, 교사용 1)
- 1996년 3월 1일 대구유가초등학교로 교명 변경
- 1998년 5월 27일 현 학교 건물 완성(교실 16, 화장실 2칸)
- 1999년 9월 1일 한정분교장 편입
- 1999년 11월 10일 과학실 개축(교육청 지원)
- 2007년 3월 1일 한정분교장 통폐합
- 2007년 6월 21일 사물 놀이관 설치
- 2007년 6월 28일 영어 학습실 설치
- 2007년 11월 29일 도서실 증축
- 2011년 8월 5일 유치원 리모델링
- 2013년 9월 27일 보건실 현대화 사업 추진
- 2013년 11월 4일 프리테니스장 준공
- 2013년 12월 17일 조류생태학습장 준공
- 2014년 4월 1일 초등돌봄교실 추가 설치(3실)
- 2014년 5월 27일 스마트교육환경 구축(갤럭시노트 40대)
- 2015년 5월 1일 운동장 조성 완료
- 2016년 2월 4일 제80회 졸업식(16명)
- 2016년 9월 1일 봉리 신축 교사로 이전(25학급)
- 2020년 9월 17일 옥외 놀이공간 조성
- 2020년 9월 25일 문화예술공감터 조성
- 2022년 2월 15일 제86회 졸업식(229명)
- 2022년 3월 1일 62학급 편성(일반학급: 60학급, 특수학급: 2학급)

## 학교 상징
- 교화 : 장미 - 순수, 정열, 사랑
- 교목 : 이팝나무 - 의지, 질서, 예의

## 참고 자료
- 대구유가초등학교 - 한국교육학술정보원 학교알리미